# Fizyka molekularna
Fizyka molekularna – dział fizyki zajmujący się badaniem i wyjaśnianiem struktury i własności fizycznych cząsteczek, natury wiązań chemicznych oraz ich funkcji i roli w układach fizycznych, chemicznych i biologicznych.
W doświadczalnej fizyce molekularnej kluczową rolę odgrywają liczne i różnorodne metody spektroskopowe. W porównaniu z fizyką atomową, fizyka molekularna cechuje się wyższym poziomem złożoności, choćby ze względu na występowanie w cząsteczkach wewnętrznych stanów oscylacyjnych i rotacyjnych.
Fizyka molekularna jest blisko powiązana z chemią kwantową, a granice między nimi nie są ściśle zdefiniowane.